# 吳鴻恩
吳鴻恩（1834年—？），字澤民、號春海，四川銅梁縣人，清朝政治人物，進士出身。
咸豐五年，順天鄉試中舉。同治元年，登進士，改庶吉士。同治四年，任翰林院編修，后升任國史館協修、國史館纂修。同治七年，任監察御史。同治十一年，任山東道監察御史。同治十三年，任雲南道監察御史。光緒元年，稽查海運倉、管理五城街道。光緒三年，任廣西平樂府知府。光緒十三年，任山西寧武府知府。光緒十六年，調署山西太原府知府。光緒十七年，護理山西河東道。光緒十八年，調署山西澤州府知府。
有子吳鍾琇、吳鍾琳，婿陳時政、陳啟鵬。